# Lexikon des internationalen Films
El Lexikon des internationalen Films és una obra de referència en diversos volums amb crítiques de pel·lícules i altres entrades a totes les pel·lícules i molts telefilms que s'han projectat a Alemanya des de 1945. S'actualitza contínuament, les parts també estan disponibles a diverses bases de dades de pel·lícules.
L'obra va ser publicada per la revista Filmdienst fins al 2018 i des d'aleshores per l'editor de Filmdienst, la Katholischen Filmkommission für Deutschland.

## El Lexikon
El Lexikon des internationalen Films es basa en les crítiques cinematogràfiques de la revista cinematogràfica "Filmdienst", que es publica des de 1947 i té els seus orígens en el treball cinematogràfic catòlic. El 1987 es va publicar el Lexikon com a obra de deu volums per Rowohlt Verlag. L'any 1995 l'editorial va publicar una altra edició de deu volums. El 2002, el Zweitausendeins-Verlag va actualitzar l'obra de referència i la va presentar com un lèxic cinematogràfic de quatre parts, en què les pel·lícules van ser parcialment revalorades. Des de l'any 1987 s'ha publicat un volum complementari que actualitza l'enciclopèdia, inicialment cada dos anys i després anualment a partir del 1995. Els volums anuals dels "Lexikons des Internationale Films" són publicats per Schüren Verlag des de 2001.
Les ressenyes individuals també es poden trobar al Munzinger Archive, que està subjecte a registre, des de 2004. La font principal per les cerques en línia és el portal Filmdienst, on les referències de pel·lícules i els resums de ressenyes són de lliure accés; les ressenyes llargues, però, només mitjançant el registre. El servei de pel·lícules també llicència d'aquesta oferta en línia a altres bases de dades, per exemple a bs-net.de Aquestes bases de dades no pretenen necessàriament estar completes.

## Estructura
A més del títol original d'una pel·lícula, es registra el títol de la pel·lícula alemanya amb títols alternatius, els principals col·laboradors, l'any de publicació i l'any de l'estrena o primera emissió alemanya i altres detalls tècnics. Les descripcions de la part principal solen consistir en tres a quatre frases per entrada.
L'edició impresa de 2002 és la mateixa que a finals de 2001 i cobreix 52.000 pel·lícules. A més, conté 130 assaigs sobre els temes següents:
Volum I:
- Cinema d'autor: Stanley Kubrick, Woody Allen, Atom Egoyan, Jean-Luc Godard, John Sayles und Pedro Almodóvar
- El color Blau: u.a. Michael Mann i Jean-Luc Godard
- Luis Buñuel
- DDR, u.a. Egon Günther, Kurt Maetzig, Jochen Kraußer
- Cinema d'Alemanya
- Assaigs & documentals
- Extrem Orient: Wu Tianming, Zhang Yimou, Wong Kar-Wai, Johnnie To, Hou Hsiao-Hsien, Takeshi Kitano i els "joves salvatges"

Volum II:
- Alfred Hitchcock
- Hollywood I
- Hollywood II
- Icones: Marlene Dietrich, Robert Mitchum, Frank Sinatra, Fred Astaire, Marlon Brando, Romy Schneider, Jeanne Moreau, Marcello Mastroianni
- Jazz, u. a. Lalo Schifrin i Roy Budd
- Curtmetratge
- Música per a cinema, u. a. Kurt Weill i Hans Zimmer
- Recentment vist: Al final de l'escapada, La Grande Illusion, Shichinin no Samurai, M, un assassí entre nosaltres, Rote Sonne, El samurai, La finestra indiscreta, El son etern

Volum III:
- El color vermell
- Cinema de ciència-ficció: u. a. Star Wars, James Cameron i Blade Runner
- Steven Spielberg
- Xerrades de taller: Michael Ballhaus, Roland Suso Richter, Christian Petzold, Romuald Karmakar i Tom Tykwer
- Western: u. a. DEFA, Gary Cooper, Raoul Walsh, Clint Eastwood

Volum IV:
- Index

## Crítica
| « | El Lexikon no és només una llista de pel·lícules, sinó que, en cert sentit, representa els objectius del treball cinematogràfic catòlic. La cobertura de tota la gamma de pel·lícules en conjunt reflecteix la intenció de donar suport a la diversitat cultural del cinema. (...) La preocupació per qüestionar críticament els valors transmesos, a més de la forma artística, té la seva justificació, que es subratlla amb la reactivació constant de les discussions sobre els efectes mediàtics problemàtics. | » |
| — Peter Hasenberg, Richard W. Orth, Lexikon des Internationalen Films (Bd. 1, Geleitwort der Herausgeber, S. VIII) | |   |

| «                                                                                 | Obra de referència indispensable […] el 'Lexikon des Internationalen Films' [és] encara una de les obres de referència més importants sobre cinema gràcies a la constant política d'actualització de les editorials, malgrat la competició en línia (que també existeix des de dins de l'empresa). | » |
| — A.S., literaturkritik.de (zu Lexikon des internationalen Films – Filmjahr 2010) | |   |

| «                                                                                       | L'únic lèxic cinematogràfic en format imprès ofereix una visió general completa de l'any de cinema passat i ajuda a fer un seguiment de les coses amb una selecció ben pensada i avaluacions clares. Imprescindible per als professionals, útil per als interessats en el cinema. | » |
| — Hans Helmut Prinzler, regie.de (zu Lexikon des internationalen Films – Filmjahr 2016) | |   |